# Gonor Tarr
Gono Tarr är en klan i Liberia. Den ligger i Jo River District i regionen River Cess County, i den centrala delen av landet, 140 km öster om huvudstaden Monrovia.